# Southern Copper Corporation
Southern Copper Corporation er et amerikansk mineselskab med hovedsæde i Phoenix i Arizona. Virksomheden driver miner og har metalforarbejdningsanlæg i Peru og Mexico. Virksomheden producerer kobber-, molybdæn- og zinkkoncentrater; kobber, zink, sølv og guld. Derudover har virksomnheden efterforskningsaktiviteter i Chile, Argentina og Ecuador.